# Johannes Enzenhofer
Johannes Enzenhofer (* 4. Oktober 1965 in Engerwitzdorf) ist ein ehemaliger österreichischer Triathlet, Staatsmeister auf der Triathlon-Kurzdistanz (2000) und Olympiastarter (2000).

## Werdegang
Johannes Enzenhofer war als Jugendlicher im Schwimmsport aktiv, 1994 kam er zum österreichischen Triathlon-Nationalkader und er startete für den Sportverein Gallneukirchen
Im August 2000 wurde Enzenhofer in Blindenmarkt österreichischer Triathlon-Staatsmeister auf der Kurzdistanz.
Im September desselben Jahres startete er für Österreich in Sydney bei den Olympischen Spielen (1,5 km Schwimmen, 40 km Radfahren und 10 km Laufen), wo er den 29. Rang belegte.
Im Juni 2001 wurde er in Tschechien Zehnter bei der Triathlon-Europameisterschaft.
2002 beendete er seine aktive Karriere.
Er erhielt von Josef Pühringer den Sportehrenteller des Landes Oberösterreich.

## Sportliche Erfolge
| Datum/Jahr    | Rang | Wettbewerb                                          | Austragungsort | Zeit        | Bemerkung                                                                                          |
| ------------- | ---- | --------------------------------------------------- | -------------- | ----------- | -------------------------------------------------------------------------------------------------- |
| 23. Juni 2001 | 10   | ETU Short Distance Triathlon European Championships | Karlsbad       | 02:05:58    | Triathlon-Europameisterschaft                                                                      |
| 2001          | 1    | Ausee Triathlon                                     | Ausee          |             | |
| 17. Sep. 2000 | 29   | Olympische Sommerspiele 2000                        | Sydney         | 01:51:02,48 | |
| 27. Aug. 2000 | 1    | ÖTRV Staatsmeisterschaft Triathlon Kurzdistanz      | Blindenmarkt   |             | Österreichische Triathlon-Staatsmeisterschaft über die Kurzdistanz im Rahmen des Ausee Triathlon   |
| 30. Apr. 2000 | 26   | ITU Short Distance Triathlon World Championships    | Perth          | 01:53:52    | Weltmeisterschaft auf der olympischen Distanz                                                      |
| 9. Apr. 2000  | 2    | ITU Triathlon World Cup                             | Ishigaki       | 01:48:14    | Zweiter hinter dem Australier Courtney Atkinson                                                    |
| 11. Sep. 1999 | 26   | ITU Short Distance Triathlon World Championships    | Montreal       | 01:47:17    | Weltmeisterschaft auf der olympischen Distanz (1,5 km Schwimmen, 40 km Radfahren und 10 km Laufen) |
| 29. Aug. 1999 | 5    | TU Triathlon World Cup                              | Lausanne       | 01:58:02    | |

(DNF – Did Not Finish)